# Конфлюенція
Конфлюенція (злиття) — захисний механізм психіки (або способи переривання контакту), що полягає в «розмитті» психологічних меж суб'єкта, тобто немає усвідомлення де «Я», а де «Інший». Проявляється в неможливості розрізнити власні потреби/бажання.
В «нормі» спостерігається в період виношування (мати та плід представляють єдиний організм) та грудного годування дитини, можливий під час сексу (оргазму).
У «патологічному» варіанті в особи не чітко сформовані психологічні межі.

## Конфлюенція як природний процес

### Ранні етапи онтогенетичного розвитку
Злиття не завжди є ознакою психічного розладу та потребує терапевтичного втручання. На ранніх етапах онтогенетичного розвитку конфлюенція забезпечує виживання дитини, коли повна фізична залежність від дорослого набуває форми симбіотичного зв'язку з матір'ю. Цей зв'язок з іншим є абсолютно природним і необхідним у пренатальному та новонародженому періодах розвитку дитини.

### Ритуальна поведінка
Моменти екстазу або крайнього зосередження також є прикладом злиття. Проведення ритуалів передбачає повне ототожнення себе з групою, у якому зникає відчуття кордонів між собою та іншими, що є джерелом сильного екзальтованого почуття. Хронічний характер почуття глибокого ототожнення призводить до втрати почуття себе та психологічних патологій.

### Соціалізація
Конфлюентна поведінка полегшує процес соціалізації особистості, оскільки прийняття правил і норм групи створює відчуття безпеки. У цьому випадку конфлюенція не має патологічного характеру, оскільки забезпечує можливість пристосування до умов, які потребують змін з боку індивіда. Така форма конфлюенції є основою суспільної солідарності, а ототожнення із членами сім'ї, соціальними ролями, етнічною групою розширює «Я» особистості. Як й інші форми конфлюенції, асиміляція з групою не усвідомлюється, проте залишається її здоровим варіантом, поки індивід не втрачає можливість при необхідності переоцінки та заперечення ототожнення.

## Патологічна конфлюенція
Патологічна конфлюенція може бути як інтраіндивідуальний, так й інтеріндивідуальний процес. Проте в обох випадках в основі лежить нерозрізнення меж: між частинами власної особистості, між потребами, мотивами та емоціями себе та іншого чи інших. Будь-який здоровий контакт включає усвідомлення, яке в термінології гештальтпсихології є виокремленням «фігури/фону», супроводжується нервовим збудженням і вимагає витрат енергії. При конфлюенції індивід прагне уникнути витрат психічної енергії, тому формування «фігури/фону» немає.

### Особистісне злиття
Патологічна особиста конфлюенція формується при зв'язуванні раніше диференційованих потреб, мотивів й емоцій воєдино, що перешкоджає їхньому подальшому функціонуванню. Таке патологічне злиття є основою багатьох психосоматичних розладів. Зазвичай їхнім джерелом є патологічна заборона (наприклад, плачу та бурхливого вираження емоцій). Пригнічення природних фізіологічних проявів потребує свідомого скорочення м'язів (наприклад, діафрагми під час придушення плачу). Пізніше це скорочення м'язів стає неусвідомлюваним і неконтрольованим, що блокує можливість використання цих м'язів для нормального виконання інших фізіологічних функцій (наприклад, дихання) й опрацювання емоційних переживань.

### Міжособистісне злиття
Ця форма злиття зазвичай характерна для подружніх і дитячо-батьківських відносин. При цьому не розрізняються межі між власною й іншою особистістю, а прояв відособленості розглядається як руйнація цілісності та веде до роздратування чи занепокоєння. Батьки бачать у своїх дітях продовження себе, не сприймають їх як окремих особистостей і негативно ставляться до сепарації. При міжособистісному злитті між партнерами укладається несвідомий «договір», який найчастіше підтримується лише однією зі сторін. Відмінності в інтересах, бажаннях чи потребах сприймаються як порушення «договору» однієї зі сторін та викликають необґрунтовані претензії до себе чи партнера. Результатом цих претензій є розвиток почуттів провини чи образи стосовно іншого. Причини цих почуттів важко піддаються усвідомленню; це, своєю чергою, веде до їхнього хибного приписування іншим сторонам спільної діяльності. Для уникнення подібних негативних переживань індивід прагне підтримки злиття, що вимагає придушення чужих або власних бажань і потреб.

### Ознаки дисфункціональної конфлюенції
1. Нездатність ідентифікувати власні фізичні та психічні відчуття та почуття/надчутливість до почуттів та реакцій інших людей («центр тяжіння» зміщений зовні)[10];
2. Повне ототожнення з будь-якою групою/опозиційне ставлення до будь-якої групи, згадка її в формі, що ідеалізує/знецінює[11];
3. Вживання займенника «ми» замість «я», і займенник «я» там де слід говорити «ми»[12];
4. Складність усвідомлення конфліктів усередині близьких стосунків/«висмоктування з пальця»[10];
5. Спроби заочного розв'язання проблем іншої людини, що вимагають визнання й активності з її боку/позиція безпорадності та маніпулювання партнером з метою експлуатації останнього;
6. Труднощі з розлученням та перериванням контакту/проблеми з входом у контакт.